# كهف مياز
كهف مياز((بالعربية: كهف مياز)): إحدى ضواحي البيضاء. تقع على بعد حوالي 2 كم جنوب البيضاء.

## روابط خارجية
- خريطة القمر الصناعي في Maplandia.com